# OGLE-TR-56 b
OGLE-TR-56b — экзопланета класса «горячий юпитер», вращающаяся вокруг жёлтого карлика OGLE-TR-56.
Открыта транзитным методом 3 ноября 2002 года; существование подтверждено 4 января 2003 года методом доплеровской спектроскопии.
Период обращения равен 1,212 суток, большая полуось орбиты составляет 0,0225 а. е., эксцентриситет 0 (круговая орбита). Масса 1,45 Юпитера, радиус 1,23 Юпитера, плотность ~1,0 г/см³, температура на поверхности оценивается примерно в 1700 °C.
На планете теоретически возможны дожди из железа.